# Stipa saxicola
Stipa saxicola är en gräsart som beskrevs av Albert Spear Hitchcock. Stipa saxicola ingår i släktet fjädergrässläktet, och familjen gräs. Inga underarter finns listade i Catalogue of Life.